# Lichenostomus cratitius
Papa-mel-de-bridão ou papa-mel-de-boqueiras (Lichenostomus cratitius) é uma espécie de ave da família Meliphagidae.
É endémica da Austrália.
Os seus habitats naturais são: matagais mediterrânicos.